# 科洛米齊夫卡
49°27′0″N 33°10′39″E / 49.45000°N 33.17750°E
科洛米齊夫卡（烏克蘭語：Коломицівка），是烏克蘭中部的村莊，隸屬波爾塔瓦州的克雷門丘克區。該村處於蘇希卡加姆利克河畔，距離茹基2公里，面積0.59平方公里，海拔高度92米，2001年人口116。